# بريجيت روي
بريجيت روي (بالفرنسية: Brigitte Roy)‏ هي لاعبة رماية فرنسية، ولدت في 25 فبراير 1959 في Sainte-Foy-la-Grande ‏ في فرنسا.

## وصلات خارجية
- بريجيت روي على موقع أوليمبيديا (الإنجليزية)
- بريجيت روي على موقع اللجنة الأولمبية الفرنسية (مؤرشف) (الفرنسية)